# Internationale Berufsbildungszusammenarbeit (Deutschland)
In der Bundesrepublik Deutschland beruht die Internationale Berufsbildungszusammenarbeit (IBZ) auf der Erkenntnis, dass die berufliche Bildung ein zentraler Schlüssel für die Bekämpfung von Armut und die Sicherung von wirtschaftlicher und sozialer Unabhängigkeit ist. In der internationalen Entwicklungszusammenarbeit (EZ) kommt der Berufsbildung daher eine wachsende Bedeutung zu und unterstützt die globalen Anstrengungen zur Erreichung der Millenniums-Entwicklungsziele.
Ziel der Internationalen Berufsbildungszusammenarbeit ist die Linderung von Armut, Chancen auf Entwicklung und auf soziale wie ökonomische Teilhabe. Dies bedeutet zugleich, dass bessere Chancen auf dem Arbeitsmarkt und Zugang zu einem Einkommen geschaffen werden. Durch die Ausbildung im Arbeitsprozess vermittelt gelungene Berufsbildungszusammenarbeit nicht nur technischen Kompetenzgewinn, sondern auch die Herausbildung von Sozial- als auch Handlungskompetenzen.
Neben wichtigen Beiträgen im Kampf gegen Jugendarbeitslosigkeit und Fachkräftemangel hat eine Berufsbildung auch maßgeblich Anteil an einer strukturellen, sozialen und wirtschaftlichen Entwicklung. Darüber hinaus ist Berufsbildung in Verbindung mit beschäftigungsfördernden Maßnahmen ein wichtiger Faktor zur Stabilisierung fragiler Strukturen.
Viele Länder sind mit einer relativ niedrigen Ausbildungsqualität konfrontiert. Häufig sind nicht existierende oder veraltete Curricula als auch die mangelhafte Anpassung der Bildungsaktivitäten an die Marktbedingungen Grund für defizitäre Bildungsstrukturen. Des Weiteren mangelt es häufig an praktischen Fähigkeiten der Auszubildenden, da die Ausbildung überwiegend in Berufsschulen auf theoretischem Level erfolgt und die Wirtschaft eine geringe Rolle für die Ausbildung spielt.
Deutschland gehört bei der Berufsbildung zu den führenden Ländern und wird daher für internationale Kooperationen angefragt. Grundlage des Erfolges ist die Beteiligung und Mitverantwortung der Wirtschaft für die berufliche Aus- und Weiterbildung im Rahmen des dualen Systems, in dem Staat, Wirtschaft und Sozialpartner eng zusammenarbeiten.

## Akteure der IBZ in Deutschland
In der Internationalen Berufsbildungszusammenarbeit agieren Akteure aus den Bereichen Politik, Wirtschaft und Gesellschaft. Unter der Federführung des Bundesministeriums für Bildung und Forschung (BMBF) beteiligen sich das Auswärtige Amt (AA), das Bundesministerium für Arbeit und Soziales (BMAS), das Bundesministerium für Ernährung und Landwirtschaft (BMEL), das Bundesministerium für Gesundheit (BMG), das Bundesministerium des Innern (BMI), sowie das Bundesministerium für Wirtschaft und Energie (BMWI) und das Bundesministerium für wirtschaftliche Zusammenarbeit und Entwicklung (BMZ).
Auf Länderebene ist die Wirtschaftsministerkonferenz als Instrument der wirtschaftspolitischen Kooperation zwischen den Bundesländern und die Ständige Konferenz der Kulturminister der Länder in der Bundesrepublik Deutschland involviert.
Unter anderem sind folgende Akteure in internationalen Berufsbildungskooperationen aktiv:
- Bundesinstitut für Berufsbildung (BIBB)
- Bundesagentur für Arbeit (BA)
- Bundesvereinigung der Deutschen Arbeiterverbände (BDA)
- Bundesverband der Deutschen Industrie e. V. (BDI)
- Bundesverband Berufsbildung International (BvBBI)
- Akademischer Austauschdienst (DAAD)
- Deutsche Gesellschaft für Internationale Zusammenarbeit (GIZ GmbH)
- Deutscher Gewerkschaftsbund (DBG)
- Deutscher Industrie- und Handelskammertag e. V. (DIHK)
- Didacta Verband
- Don Bosco Mondo e. V.
- Gewerkschaft Erziehung und Wissenschaft (GEW)
- iMove
- Institution für internationale Zusammenarbeit des Deutschen Volkshochschulverbandes (DVV)
- KfW Bankengruppe
- sequa gGmbH
- Senior Expert Service (SES)
- Zentralverband des Deutschen Handwerks (ZDH)
- Zentralstelle für das Auslandsschulwesen (ZfA)
- Verschiedene Vereine und Initiativen sind ebenfalls in der IBZ aktiv.

Zudem hält iMove eine Datenbank bereit, in der sich private Bildungsanbieter in der IBZ darstellen können.

### „Runder Tisch“
Am Runden Tischen sitzen Vertreter der oben genannten Organisationen, wie auch Bundesministerien, Vertreter der Bundesländer, Kammerorganisationen, Sozialpartner und auch weitere Vereine und Verbände, die in der internationalen Berufsbildungszusammenarbeit tätig sind. Die Geschäftsstelle des Runden Tisches befindet sich in der Zentralstelle für internationale Berufsbildungszusammenarbeit (GOVET – German Office for International Cooperation in Vocational Education and Training).

## Programme und Projekte

### German Office for International Cooperation in Vocational Education and Training (GOVET)
GOVET ist die Zentralstelle der Bundesregierung für die Internationale Berufsbildungszusammenarbeit und wurde 2013 als Teil der Strategie der Bundesregierung zur Berufsbildungszusammenarbeit aus einer Hand ins Leben gerufen. Ziel von GOVET ist es, einen einheitlichen (kohärenten) Auftritt der deutschen Akteure der Berufsbildungszusammenarbeit zu unterstützen und als Zentraler Ansprechpartner für deutsche Berufsbildungszusammenarbeit zu fungieren. Zudem begleitet GOVET bilaterale Berufsbildungskooperationen des BMBF.

### developpp.de
Mit develoPPP.de stellt das Bundesministerium für wirtschaftliche Zusammenarbeit und Entwicklung (BMZ) Unternehmen, die in Entwicklungs- und Schwellenländern investieren, finanzielle und auf Wunsch auch fachliche Unterstützung zur Verfügung. Das Unternehmen trägt dabei mindestens die Hälfte der Gesamtkosten, zu denen das BMZ bis zu 200.000 Euro beisteuert. Diese sogenannten Entwicklungspartnerschaften mit der Wirtschaft können bis zu drei Jahre dauern und in den unterschiedlichsten Branchen und Themen angesiedelt sein – von A wie „Abwassermanagement“ bis Z wie „Zertifizierungen“.
Im Rahmen von develoPPP.de kooperieren Unternehmen stets mit einem der drei öffentlichen Partner, die das Programm im Auftrag des BMZ umsetzen: DEG – Deutsche Investitions- und Entwicklungsgesellschaft mbH, Deutsche Gesellschaft für Internationale Zusammenarbeit (GIZ) GmbH und sequa gGmbH. Seit Programmbeginn im Jahr 1999 haben DEG, GIZ und sequa gemeinsam mit der deutschen und europäischen Wirtschaft mehr als 1.500 Entwicklungspartnerschaften durchgeführt.

### KVP
Seit 1991 ist die gemeinnützige Entwicklungsorganisation der deutschen Wirtschaft, sequa, Durchführungsorganisation für das vom Bundesministerium für wirtschaftliche Zusammenarbeit und Entwicklung (BMZ) geförderte Kammer- und Verbandspartnerschaftsprogramm (KVP). Zielsetzung von KVP-Projekten ist es, durch Unterstützung des Privatsektors einen Beitrag zur nachhaltigen Wirtschaftsentwicklung in den Partnerländern des BMZ zu leisten. KVP-Projekte zeichnen sich aus durch:
- die Nutzung von Erfahrung und Know-how der Branchen- und Dachverbände der deutschen Wirtschaft für die Entwicklungszusammenarbeit

- die direkte Kooperation von nichtstaatlichen Trägern entsprechend dem Subsidiaritätsprinzip (das bedeutet, dass Aufgaben so weit wie möglich von der untersten Organisations- oder Hierarchie-Ebene übernommen werden)

- das Aufgreifen von Initiativen aus dem Privatsektor

sequa hat mehr als 300 KVP-Projekte in rund 80 Entwicklungs- und Transformationsländern durchgeführt.
50 deutsche Handwerkskammern, Industrie- und Handelskammern, Fachverbände sowie Arbeitgebereinrichtungen haben sich dabei auf deutscher Seite als Projektpartner für die Unterstützung von etwa 400 Kammern und Verbänden in Entwicklungs- und Transformationsländern engagiert. Schwerpunkte der Zusammenarbeit waren und sind:
- Organisationsentwicklung von Kammern und Verbänden

- Aufbau und Entwicklung von Dienstleistungsangeboten für Unternehmen

- Interessenvertretung und Politikdialog

- Unternehmensverantwortung (Corporate Social Responsibility)

Die Projekte werden in der Regel von einem lokalen oder deutschen Experten im Partnerland koordiniert. Der deutsche Projektpartner übernimmt die fachliche Steuerung und stellt Expertenwissen bereit. Die Förderung umfasst Maßnahmen der Organisationsentwicklung, Beratungs- und Bildungsmaßnahmen, die Entsendung von Personal sowie Sachmittelunterstützung.

### BBP
Um die Kompetenzen der deutschen Kammern und Wirtschaftsverbände mit ihren mehr als 800 Berufsbildungszentren für die Entwicklungszusammenarbeit zu nutzen, hat das Bundesentwicklungsministerium (BMZ) 2010 das Berufsbildungspartnerschaftsprogramm gestartet. Vorbild und Schwesterprogramm ist das bereits 1991 gestartete Kammer- und Verbandspartnerschaftsprogramm (KPV).
Die deutschen Kammern und Verbände arbeiten in einer Berufsbildungspartnerschaft mit einer ähnlichen Einrichtung in einem Entwicklungs- oder Schwellenland zusammen. Ziel ist, das berufliche Bildungssystem im Partnerland zu verbessern und dadurch zu einer nachhaltigen Wirtschaftsentwicklung und zur Reduzierung der Armut beizutragen.
Berufsbildungspartnerschaften (BBP) sollen die Maßnahmen der staatlichen bi- und multilateralen Entwicklungszusammenarbeit im Bereich der beruflichen Bildung ergänzen.
Die Entwicklungsorganisation der deutschen Wirtschaft, sequa, setzt die Berufsbildungspartnerschaften im Auftrag des BMZ um.
Schwerpunkte der Zusammenarbeit sind:
- Verbesserung der Organisationsstruktur von Berufsbildungseinrichtungen
- Verbesserung von Ausbildungsinhalten und -methoden
- Einführung von praxisorientierten Pilotausbildungen in neuen Berufsfeldern
- Beratung der Partnereinrichtungen bei der Entwicklung von Qualifikations- und Prüfungsstandards

Mittlerweile werden weltweit 23 Berufsbildungspartnerschaften durchgeführt (Stand: August 2015). Bis Ende 2015 ist der Beginn von sechs weiteren BBP vorgesehen (Palästinensische Gebiete, Kamerun, Mongolei, Südafrika, Vietnam, Brasilien). Zwei weitere BBP sollen 2015 geprüft werden.

### Initiative Berufsbildungs-Export
Initiative Berufsbildungs-Export IBEX ist ein Projekt, das von dem Zentralverband des Deutschen Handwerks (ZDH) und der sequa gGmbH 2009 entwickelt wurde. Ziel ist es, die Bildungskompetenz des deutschen Handwerks für die Entwicklungszusammenarbeit besser nutzbar zu machen bzw. das deutsche Handwerk für die IBZ zu mobilisieren und bezüglich der Durchführung von Projekten in der IBZ zu beraten. Im Rahmen des Projekts wurden zunächst die Potenziale für den Bildungsexport in den deutschen Handwerkskammern und deren Bildungszentren systematisch erfasst und in einer umfangreichen Datenbank aufbereitet. Anschließend wurde die internationale Nachfrage nach deutschen Angeboten ermittelt. Der daraus entstandene Datenpool stellt eine systematisierte Informationsquelle dar, die zum Matching von Angebot des Handwerks für die IBZ und Nachfrage von Durchführungsorganisationen aber auch anderen Akteuren der IBZ aus Deutschland und dem Ausland genutzt wird. IBEX bietet verschiedene Plattform an, eine Ausschreibungsplattform, Seminare zum Thema interkulturelle Kompetenzen bis hin zu einer E-Learning Plattform, die erste Einblicke in die IBZ ermöglicht. IBEX hat so wesentliche Grundlagenarbeiten für die IBZ geschaffen. Zu den Kapazitätsentwicklungsmaßnahmen kommen Veranstaltungen hinzu, wie z. B. die Workshops bei der Internationalen Handwerksmesse in München im Jahr 2014.